# Зыбь

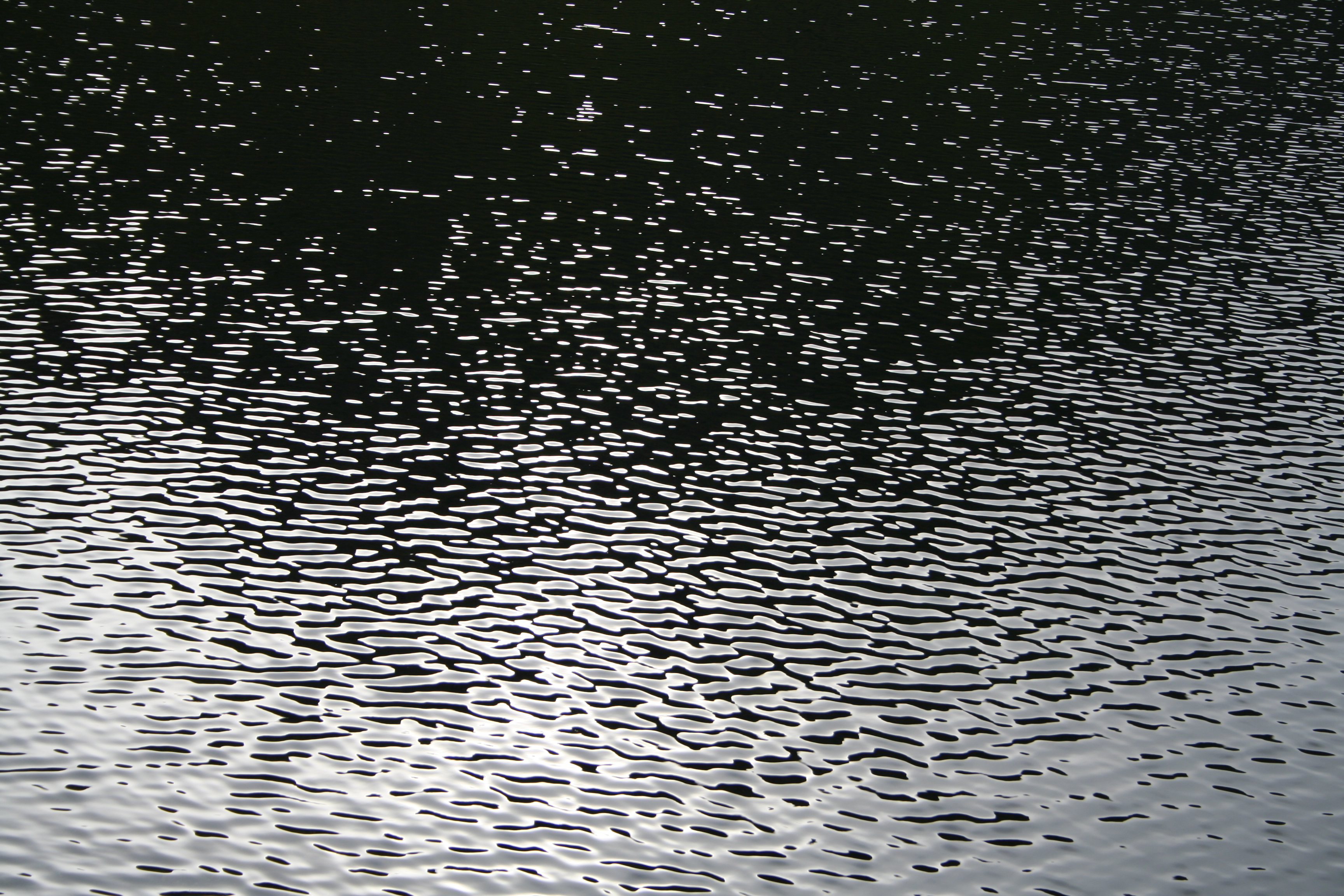
Рябь на Лифьорде в Норвегии. Иногда рябь путают с зыбью

Зыбь — волны на поверхности жидкости (главным образом, — воды на поверхности водоёмов), образующиеся из ветровых волн после прекращения действия ветра или после выхода ветровых волн из района воздействия ветра в область, где ветер имеет значительно меньшую скорость или отсутствует; слабо связанные с ветром относительно длинные волны. Волны зыби имеют другие параметры, чем ветровые.
Не путать с рябью.
Тесно связаны с зыбью слова в наименованиях отдельных, опасных участков территорий с мнимо-устойчивой поверхностью, например зыбучие пески или зыбкое место — топь.